# Ritchie Blackmore

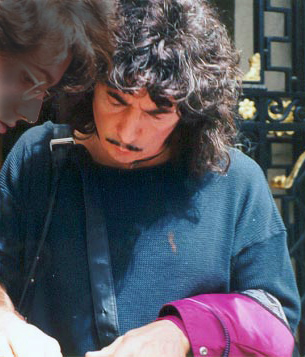
Ritchie Blackmore dând autografe (1997)

Richard Hugh "Ritchie" Blackmore (n. 14 aprilie 1945 în Weston-super-Mare, Anglia) este un chitarist englez, membru fondator al trupelor de hard rock Deep Purple și Rainbow.
A părăsit Deep Purple în 1975, pentru a forma Rainbow și încă o dată în 1993 datorită neînțelegerilor cu ceilalți membri ai formației, în ciuda succesului comercial de care se bucura grupul la acea dată. În prezent activează în trupa cu influențe renascentiste Blackmore's Night, alături de soția sa, Candice Night.
Blackmore a fost clasat pe locul 55 de către revista Rolling Stone în topul "Celor mai buni 100 de chitariști ai tuturor timpurilor" .

## Discografie
- Rock Profile (1989)
- Rock Profile Vol. 2 (1991)
- Take It ! Sessions 63/68 (1994)
- Getaway - Groups & Sessions (2005)